# Formule 1 v roce 1954
V. Mistrovství světa jezdců zahájila 17. ledna Grand Prix Argentiny a po 9 závodech 24. října při Grand Prix Španělska byl znám nový mistr světa. Mistrem světa pro rok 1951 se stal Juan Manuel Fangio pro kterého to byl již druhý titul mistra světa.

## Pohled na sezónu
S přechodem Formule 1 na 2,5 litrové nepřeplňované motory pro rok 1954 se Mercedes při Velké ceně Francie poprvé od druhé světové války znovu zúčastnil závodů Grand Prix s monopostem Mercedes-Benz W196, se kterým Fangio a Karl Kling získali 1–2. Fangiův upměch ve Francii přišel po přechodu z týmu Maserati, s nímž vyhrál první dvě Velké ceny sezóny. I když se zjednodušená karoserie s uzavřeným kolem ukázala být pro Silverstone nevhodná, Mercedes pro závod Nürburgring vyrobil konvenčnější karoserii s otevřenými koly; Fangio vyhrál tři ze zbývajících čtyř závodů.
Úřadující šampion Alberto Ascari měl méně úspěšné střídání týmů, rozhodl se opustit Ferrari pro nově vytvořený tým Lancia. Monopost Lancie D50 nebyl připraven až do závěrečného závodu mistrovství světa, což znamenalo, že většinu své obhajoby titulu musel odsedět.
Argentinec Onofre Marimón byl zabit během tréninku na Velkou cenu Německa při řízení Maserati 250F. Byla to první smrtelná událost na mistrovském závodním víkendu Formule 1.

## Pravidla
- Boduje prvních pět jezdců podle klíče:
  - 1. 8 bodů
  - 2. 6 bodů
  - 3. 4 body
  - 4. 3 body
  - 5. 2 body
  - 1 bod získá pilot za nejrychlejší kolo

- Do konečné klasifikace se započítávají pouze 5 nejlepších výsledků z 9 závodů, které jsou v rámci mistrovství světa.

Body za sdílené vozy byly rovnoměrně rozděleny mezi jezdce, bez ohledu na to, kdo zajel více kol, pokud jeden z jezdců nebyl obviněn z ujetí "nedostatečné vzdálenosti". Jezdci, kteří si během závodu vyměnili vůz, získávali body pouze za nejlepší umístění.

## Závody započítávané do MS
| Datum              | Grand Prix                                         | Náhled | Akce | Jezdec                                                                    | Vůz                           | Stav MS            |
| ------------------ | -------------------------------------------------- | ------ | --- | ------------------------------------------------------------------------- | ----------------------------- | ------------------ |
| 1. GP 17. leden    | Argentina Autódromo Oscar y Juan Gálvez (Výsledky) |        | Závod | Juan Manuel Fangio                                                        | Maserati 250F                 | Juan Manuel Fangio |
| 1. GP 17. leden    | Argentina Autódromo Oscar y Juan Gálvez (Výsledky) | Kolo   | José Froilán González                                                                                         | Ferrari 625                                                               |                               | Juan Manuel Fangio |
| 1. GP 17. leden    | Argentina Autódromo Oscar y Juan Gálvez (Výsledky) | Pole   | Giuseppe Farina                                                                                               | Ferrari 625                                                               |                               | Juan Manuel Fangio |
| 2. GP 31. května   | Indy 500 Indianapolis (Výsledky)                   |        | Závod | Bill Vukovich                                                             | Kurtis Kraft-Offenhauser 500A | Juan Manuel Fangio |
| 2. GP 31. května   | Indy 500 Indianapolis (Výsledky)                   | Kolo   | Jack McGrath                                                                                                  | Kurtis Kraft-Offenhauser 500A                                             |                               | Juan Manuel Fangio |
| 2. GP 31. května   | Indy 500 Indianapolis (Výsledky)                   | Pole   | Jack McGrath                                                                                                  | Kurtis Kraft-Offenhauser 500A                                             |                               | Juan Manuel Fangio |
| 3. GP 30. červen   | Belgie Spa-Francorchamps (Výsledky)                |        | Závod | Juan Manuel Fangio                                                        | Maserati 250F                 | Juan Manuel Fangio |
| 3. GP 30. červen   | Belgie Spa-Francorchamps (Výsledky)                | Kolo   | Juan Manuel Fangio                                                                                            | Ferrari 500                                                               |                               | Juan Manuel Fangio |
| 3. GP 30. červen   | Belgie Spa-Francorchamps (Výsledky)                | Pole   | Juan Manuel Fangio                                                                                            | Ferrari 500                                                               |                               | Juan Manuel Fangio |
| 4. GP 4. červenec  | Francie Remeš (Výsledky)                           |        | Závod | Juan Manuel Fangio                                                        | Mercedes W196                 | Juan Manuel Fangio |
| 4. GP 4. červenec  | Francie Remeš (Výsledky)                           | Kolo   | Hans Herrmann                                                                                                 | Maserati A6GCM                                                            |                               | Juan Manuel Fangio |
| 4. GP 4. červenec  | Francie Remeš (Výsledky)                           | Pole   | Juan Manuel Fangio                                                                                            | Maserati A6GCM                                                            |                               | Juan Manuel Fangio |
| 5. GP 17. červenec | Velká Británie Silverstone (Výsledky)              |        | Závod | José Froilán González                                                     | Ferrari 625                   | Juan Manuel Fangio |
| 5. GP 17. červenec | Velká Británie Silverstone (Výsledky)              | Kolo   | Juan Manuel Fangio José Froilán González Onofre Marimón Jean Behra Mike Hawthorn Stirling Moss Alberto Ascari | Mercedes Maserati A6GCM Ferrari 625 Gordini T16 Ferrari 553 Maserati 250F |                               | Juan Manuel Fangio |
| 5. GP 17. červenec | Velká Británie Silverstone (Výsledky)              | Pole   | Juan Manuel Fangio                                                                                            | Mercedes W196                                                             |                               | Juan Manuel Fangio |
| 6. GP 1. srpen     | Německo Nürburgring (Výsledky)                     |        | Závod | Juan Manuel Fangio                                                        | Mercedes W196                 | Juan Manuel Fangio |
| 6. GP 1. srpen     | Německo Nürburgring (Výsledky)                     | Kolo   | Karl Kling | Mercedes W196                                                             |                               | Juan Manuel Fangio |
| 6. GP 1. srpen     | Německo Nürburgring (Výsledky)                     | Pole   | Juan Manuel Fangio                                                                                            | Mercedes W196                                                             |                               | Juan Manuel Fangio |
| 7. GP 22. srpen    | Švýcarsko Bremgarten (Výsledky)                    |        | Závod | Juan Manuel Fangio                                                        | Mercedes W196                 | Juan Manuel Fangio |
| 7. GP 22. srpen    | Švýcarsko Bremgarten (Výsledky)                    | Kolo   | Juan Manuel Fangio                                                                                            | Mercedes W196                                                             |                               | Juan Manuel Fangio |
| 7. GP 22. srpen    | Švýcarsko Bremgarten (Výsledky)                    | Pole   | José Froilán González                                                                                         | Ferrari 625                                                               |                               | Juan Manuel Fangio |
| 8. GP 5. září      | Itálie Monza (Výsledky)                            |        | Závod | Juan Manuel Fangio                                                        | Mercedes W196                 | Juan Manuel Fangio |
| 8. GP 5. září      | Itálie Monza (Výsledky)                            | Kolo   | José Froilán González                                                                                         | Ferrari 625                                                               |                               | Juan Manuel Fangio |
| 8. GP 5. září      | Itálie Monza (Výsledky)                            | Pole   | Juan Manuel Fangio                                                                                            | Mercedes W196                                                             |                               | Juan Manuel Fangio |
| 9. GP 24. října    | Španělsko Pedralbes (Výsledky)                     |        | Závod | Mike Hawthorn                                                             | Ferrari 553                   | Juan Manuel Fangio |
| 9. GP 24. října    | Španělsko Pedralbes (Výsledky)                     | Kolo   | Alberto Ascari                                                                                                | Lancia D50                                                                |                               | Juan Manuel Fangio |
| 9. GP 24. října    | Španělsko Pedralbes (Výsledky)                     | Pole   | Alberto Ascari                                                                                                | Lancia D50                                                                |                               | Juan Manuel Fangio |

### Argentina
Po tragédii z minulé sezóny na této trati, byli pořadatelé nuceni provést mnoho změn zajišťující bezpečí jak jezdců, tak i diváků. Další změnou, která se ovšem nepojila s bezpečností, byla změna z klasického závodění po směru hodin na závod protisměru. Výsledky tohoto řešení, ale nepřinesli požadované prodloužení času jednoho kola, ale právě na opak se doba jednoho kola zkrátila o 10 sekund. Farina se svým Ferrari získal pole position o 1 desetinu před kolegou Gonzálesem. Při závodě však přijel do cíle nejrychleji domácí oblíbenec Juan Manuel Fangio, druhý Farina se ztrátou 1 minuty. Poslední příčku na pódiu se ztrátou 2 minut si připsal José Froilán González.

### Indianapolis 500
Na americkém legendárním oválu zvítězil podruhé v řadě Bill Vukovich a stal se jediným jezdcem, který vyhrál Indy 500 započítávanou do šampionátu Formule 1 více než jednou. Jimmy Bryan dojel druhý a Jack McGrath třetí.

### Belgie
Ve belgickém Spa zvítězil Fangio, před Francouzem Trintignantem a kolegou z Maserati Stirlingem Mossem. Maurice Trintignant a Stirling Moss tímto získali první pódium Formule 1 v kariéře. Čtvrté místo si připsal González, který poté, co jeho vozu vypověděl motor, dojel ve voze Mika Hawthorna.

### Francie
Před tímto závodem Juan Manuel Fangio opustil dominantní tým Maserati a přidal se k Mercedesu, který tento rok ve Francii poprvé vstoupil do Formule 1. Toto rozhodnutí se později ukázalo jako dobrá volba, protože nejen že získal pole position a jediný jeho konkurent byl týmový kolega Karl Kling, který v cíli zaostával pouze o 1 desetinu, tak hlavním jezdcům Maserati i Ferrari nastaly na vozech poruchy. Závod dokončilo pouze 6 jezdců, mezi nimiž byl i Princ Bira ze Siamu na čtvrtém místě.

### Velká Británie
Tento závod se do dějin zapsal nejspíše způsobem udělování bodu za nejrychlejší kolo. Pořadatelé počítali čas pouze v celých sekundách, na který po dobu závodu dosáhlo celkem 7 jezdců (Ascari, Behra, Fangio, González, Hawthorn, Marimón a Moss). Po tomto incidentu se 1 bod za nejrycheljší kolo rozdělil na sedminy a FIA zavedla nová pravidla týkající se měření času, aby se takovýmto nepříjemnostem předešlo. Závod vyhrál González, který tak o trochu stáhl náskok Fangia, který dojel se ztrátou 1 kola na čtvrtém místě. Druhé místo získal domácí jezdec Mike Hawthorn a třetí byl Marimón. Jean Behra, který získal sedminu bodu, už nedokázal dále v sezóně bodovat, a tak jeho celý sezónní počet tvoří 1⁄7.

### Německo
Při domácí Velké ceně Mercedesu, si první místo pohlídal Juan Manuel Fangio po zisku pole position on 3 sekundy a náskoku v závodě o minutu a půl. Druhý Hawthorn v 17. kole převzal vůz od Gonzáleze a s náskokem 3 minut na třetího Trintignanta si dojel pro 3 body.

### Švýcarsko
Kombinace Fangio a Mercedes se projevila jako vynikající řešení, protože Argentinec, i přesto, že kvalifikaci vyhrál González, vedl každé kolo závodu a v cíli dojel o minutu dříve než druhý González. Třetí jezdec Mercedesu Hans Hermann, dojel na třetím místě a to bylo jeho první i poslední v kariéře. Fangio tímto vítězstvím předčasně rozhodl Pohár jezdců a dorovnal Alberta Ascariho.

### Itálie
V této sezóně to bylo právě na Monze, kdy Alberto Ascari delší dobu vedl závod a to dokonce více než polovinu. Ve 49. kole ho však přejel Stirling Moss, který si jel pro vítězství, jenže v 68. kole jeho vůz přišel o olej a výměna ho poslalal o 9 kol zpět. Problémů Mosse využil Fangio, který si dojel pro 6. vítězství tuto sezonu a druhého Hawthorna nechal v prachu o kolo zpět. González převzal vůz od Magioliho a se ztrátou 2 kol ho dovezl na třetím místě.

### Španělsko
Svou další výhru si na barcelonském okruhu Pedralbes připsal Mike Hawthorn, ale ani to mu nepomohlo k druhému místu v Mistrovství světa jezdců, které už s předstihem zajistil José Froilán González, který ve Španělsku vůbec nezávodil. Fangio dojel se svým Mercedesem o kolo zpět.

## Závody nezapočítávané do MS
| Datum        | Grand Prix                | Okruh                 | Vítěz                 | Vůz             | Výsledky |
| ------------ | ------------------------- | --------------------- | --------------------- | --------------- | -------- |
| 3. leden     | Rio de Janeiro            | Gávea                 | Toulo de Graffenried  | Maserati A6GCM  | Výsledky |
| 9. leden     | Nový Zéland               | Ardmore               | Stan Jones            | Maybach Special | Výsledky |
| 31. leden    | Ciudad de Buenos Aires    | Parco Almirante Brown | Maurice Trintignant   | Ferrari 625     | Výsledky |
| 11. duben    | Syrakusy                  | Syrakusy              | Giuseppe Farina       | Ferrari 625     | Výsledky |
| 19. duben    | Grand Prix de Pau         | Pau                   | Jean Behra            | Gordini T16     | Výsledky |
| 19. duben    | Lavant Cup                | Goodwood              | Reg Parnell           | Ferrari 500     | Výsledky |
| 9. květen    | Grand Prix de Bordeaux    | Bordeaux              | Jose Froilan Gonzalez | Ferrari 625     | Výsledky |
| 15. květen   | BRDC                      | Silverstone           | Jose Froilan Gonzalez | Ferrari 625     | Výsledky |
| 22. květen   | Gran Premio di Bari       | Bari                  | Jose Froilan Gonzalez | Ferrari 625     | Výsledky |
| 5. červen    | Curtis Trophy             | Snetterton            | Roy Salvadori         | Maserati 250F   | Výsledky |
| 6. červen    | Gran Premio di Roma       | Castelfusano          | Onofre Marimon        | Maserati 250F   | Výsledky |
| 6. červen    | Grand Prix des Frontieres | Chimay                | Princ Bira            | Maserati A6GCM  | Výsledky |
| 7. červen    | BARC Formula 1            | Goodwood              | Reg Parnell           | Ferrari 500     | Výsledky |
| 7. červen    | Cornwall MRC Formula 1    | Davidstow             | John Riseley Prichard | Connaught A     | Výsledky |
| 7. červen    | Cornwall MRC Formula 2    | Davidstow             | John Riseley Prichard | Connaught A     | Výsledky |
| 13. červen   | Dresden                   | Dresden-Hellerau      | Rudolf Krause         | Connaught A     | Výsledky |
| 19. červen   | Crystal Palace Trophy     | Crystal Palace        | Reg Parnell           | Ferrari 500     | Výsledky |
| 11. červenec | Grand Prix de Rouen       | Rouen-les-Essarts     | Maurice Trintignant   | Ferrari 625     | Výsledky |
| 25. červenec | Grand Prix de Caen        | Caen                  | Maurice Trintignant   | Ferrari 625     | Výsledky |
| 2. srpen     | August Cup                | Crystal Palace        | Reg Parnell           | Ferrari 500     | Výsledky |
| 2. srpen     | Cornwall MRC Formula 1    | Davidstow             | John Coombs           | Lotus 8         | Výsledky |
| 7. srpen     | International Gold Cup    | Oulton Park           | Stirling Moss         | Maserati 250F   | Výsledky |
| 8. srpen     | Halle                     | Halle-Saale           | Rudolf Krause         | BMW-Eigenbau    | Výsledky |
| 14. srpen    | RedeX Trophy              | Snetterton            | Reg Parnell           | Ferrari 500     | Výsledky |
| 15. srpen    | Gran Premio di Pescara    | Pescara               | Luigi Musso           | Maserati 250F   | Výsledky |
| 15. srpen    | Sachsenring               | Sachsenring           | Paul Thiel            | EMW             | Výsledky |
| 28. srpen    | Joe Fry Memorial Trophy   | Castle Combe          | Horace Gould          | Cooper T23      | Výsledky |
| 12. září     | Grand Prix de Cadours     | Cadours               | Jean Behra            | Gordini T16     | Výsledky |
| 19. září     | Berlín                    | Avus                  | Karl Kling            | Mercedes W196   | Výsledky |
| 25. září     | Goodwood Trophy           | Goodwood              | Stirling Moss         | Maserati 250F   | Výsledky |
| 25. září     | Madgwick Cup              | Goodwood              | Bob Gérard            | Cooper T23      | Výsledky |
| 26. září     | Bernaurennen              | Bernau                | Egon Binner           | AFM             | Výsledky |
| 2. říjen     | Daily Telegraph Trophy    | Aintree               | Stirling Moss         | Maserati 250F   | Výsledky |
| 7. listopad  | Austrálie                 | Southport             | Lex Davison           | HWM             | Výsledky |